# منتخب أستراليا لسباعيات الرغبي
منتخب أستراليا الوطني لسباعيات الرغبي (بالإنجليزية: Australia national rugby sevens team)‏ هو ممثل أستراليا الرسمي في المنافسات الدولية في سباعيات الرغبي . تأسس في 1973.

## وصلات خارجية
- الموقع الرسمي